# 代代木站
代代木站（日语：／ Yoyogi eki */?）位於日本東京都澀谷區代代木一丁目，是東日本旅客鐵道（JR東日本）、東京都交通局（都營地下鐵）的鐵道車站。

## 停靠路線
此站有JR東日本的中央本線與山手線2條路線以及都營地下鐵的大江戶線停靠，是轉乘站。都營地下鐵的車站編號為「E 26」。
JR東日本車站的所屬線是中央本線。同是複複線的中央本線、山手線中，本站只停靠行駛中央本線緩行線的中央·總武線各站停車以及行駛山手線電車線作為環狀路線的山手線電車，中央線快速、埼京線、湘南新宿線以及特急列車都不停靠。依據特定都區市內制度屬「東京都區內」與「東京山手線內」。山手線的車站編號是「JY 18」、中央·總武線各站停車是「JB 11」。

## 历史
開業前
- 1885年（明治18年）3月1日：日本鐵道品川－赤羽間單線通車。現在代代木站附近有鐵路通過。
- 1894年（明治27年）
  - 9月23日：大日本帝國陸軍軍用線開通新宿站－青山軍用停車場區間。
  - 10月9日：甲武鐵道新宿－牛込間通車。
- 1895年（明治28年）12月30日：甲武鐵道新宿－飯田町間複線化。
- 1904年（明治37年）8月21日：甲武鐵道飯田町－中野間電氣化。
- 1905年（明治38年）：日本鐵道品川線澀谷－新宿間複線化。

開業後
- 1906年（明治39年）
  - 9月23日：甲武鐵道代代木站開業[1]。
  - 10月1日：甲武鐵道國有化，成為日本國有鐵道（日本國鐵）車站。
- 1909年（明治42年）
  - 10月12日：編為中央東線（現稱中央本線）車站。
  - 12月16日：山手線班次開始停靠此站。當時月台在現在山手貨物線的位置。
- 1924年（大正13年）：山手線完成代代木站附近路段雙線化工程。山手線月台移到現址。
- 1925年（大正14年）11月：山手線開始環狀運行。
- 1927年（昭和2年）
  - 2月7日：新宿御苑舉行大正天皇喪禮，代代木－新宿御苑臨時停車場間開業（至9日）。
  - 3月1日：代代木 - 信濃町站間複複線化。
- 1976年（昭和51年）7月：綠色窗口開始營業[2]。
- 1987年（昭和62年）4月1日：國鐵分割民營化，車站由JR東日本接手經營。
- 2000年（平成12年）4月20日：都營地下鐵大江戶線新宿－國立競技場段開通，同日代代木站都營地下鐵站區開業。
- 2001年（平成13年）11月18日：JR東日本的智能卡系統Suica正式投入服務。
- 2002年（平成14年）5月30日：JR站區內發生火警，山手線全線立即停駛，已開出的列車均需緊急停車。
- 2007年（平成19年）3月18日：東京都交通局使用的智能卡系統PASMO正式投入服務。
- 2014年（平成26年）11月14日：綠窗口結束營業。

### 站名由來
站名取自過去本站附近的代代木村。
但是，本站所在地非過去的代代木村（開業時為代代幡町），而是千駄谷村（千駄谷町）不屬於一般的代代木地域。地方居民所稱的代代木多指本站周邊至上原與富谷一帶。

## 車站構造

### JR東日本
本站是2面2線側式月台與1面2線島式月台組成，共3面4線的高架車站。
位於中間的2、3號線（島式月台）可讓往中野方向的中央·總武線與往澀谷、品川方向的山手線乘客進行跨月台轉乘。月台的新宿側有高低差，設有柵欄保護。另外，往中野方向的中央·總武線與往池袋、上野方向的山手線可在下一站新宿站進行跨月台轉乘。
出入口分為西口、東口與北口共三處，西口與北口設有指定席售票機，另外還有大江戶線的轉乘口。東口位於山手貨物線（埼京線）路盤下，通道狹窄，是典型的圓頂型出入口。
北口付費區大廳有電扶梯通往各月台，北口出口另有電梯通往大江戶線剪票口。東口、西口付費區大廳除有電扶梯通往各月台，另設有斜坡與多功能廁所。
北鄰的新宿站由於進行多次改良工事，不斷向本站延伸。2016年本站月台北端與新宿站5、6號線月台南端距離僅有100公尺左右。

#### 月台配置
| 月台 | 路線                    | 方向 | 目的地                     | 備註 |
| ---- | ----------------------- | ---- | -------------------------- | ---- |
| 1    | 山手線                  | 外環 | 新宿、池袋、上野方向       |      |
| 2    | 山手線                  | 內環 | 原宿、澀谷、品川方向       |      |
| 3    | 中央·總武線（各站停車） | 西行 | 中野、三鷹方向             |      |
| 4    | 中央·總武線（各站停車） | 東行 | 千駄谷、御茶之水、千葉方向 |      |

（來源：JR東日本:車站構內圖（页面存档备份，存于））

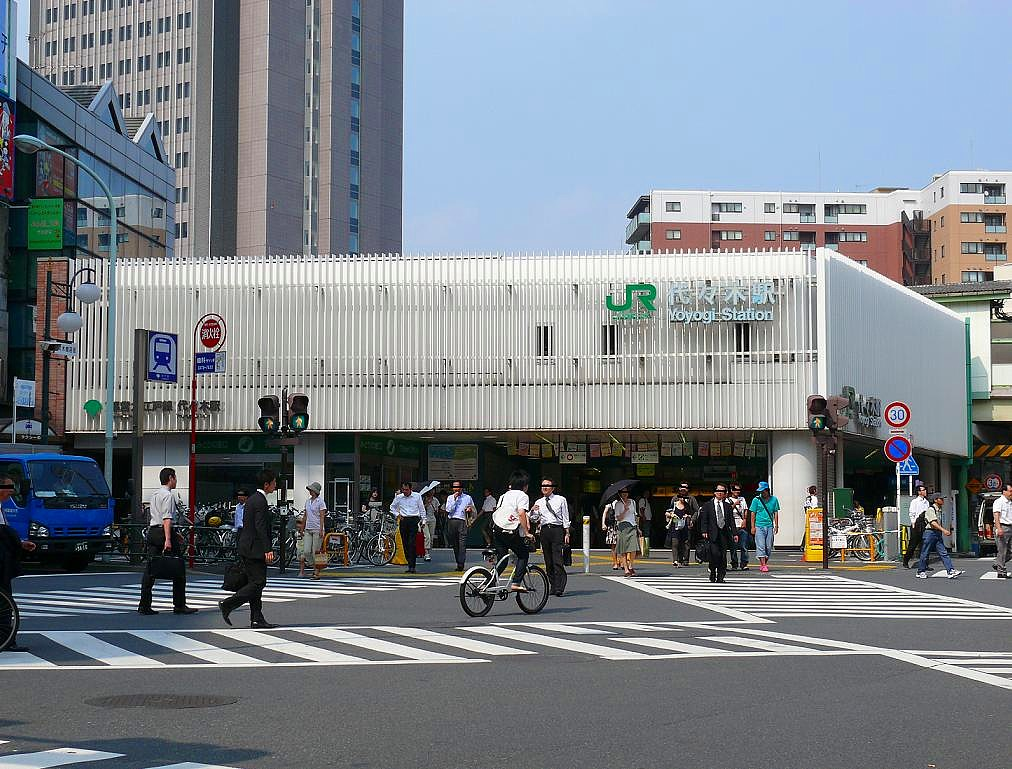
西口（2007年7月）
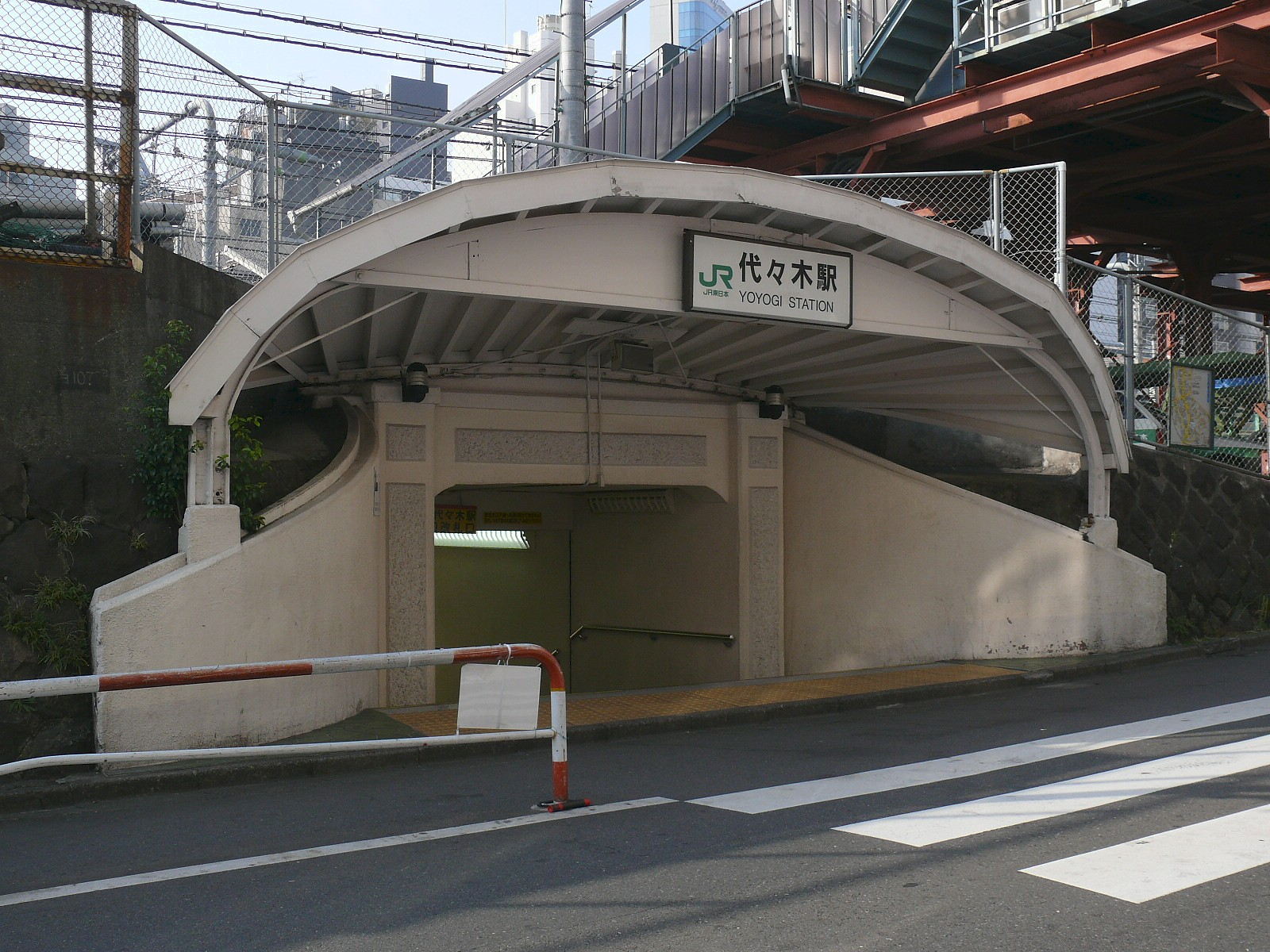
東口（2007年12月）
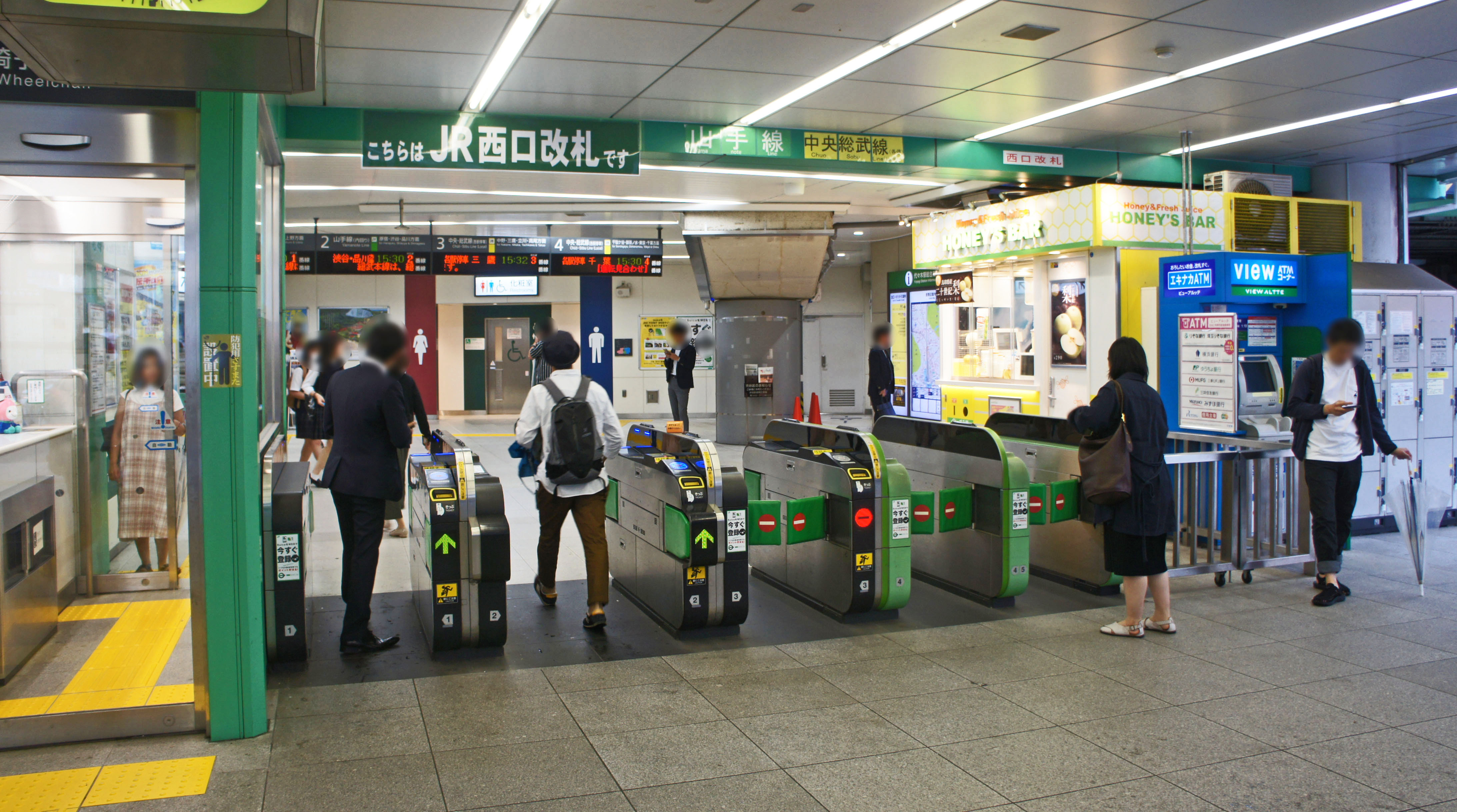
西口閘口（2019年9月）
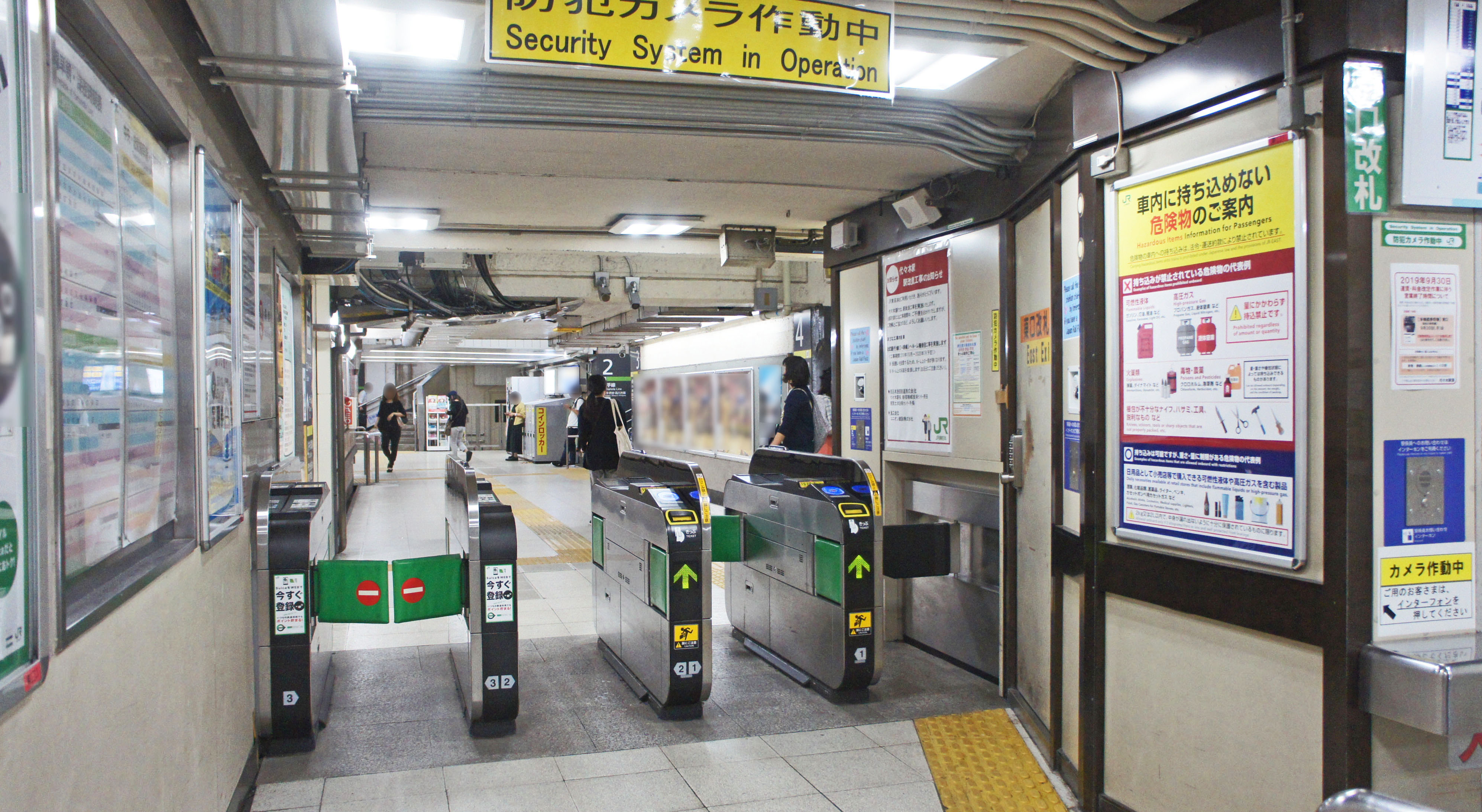
東口閘口（2019年9月）
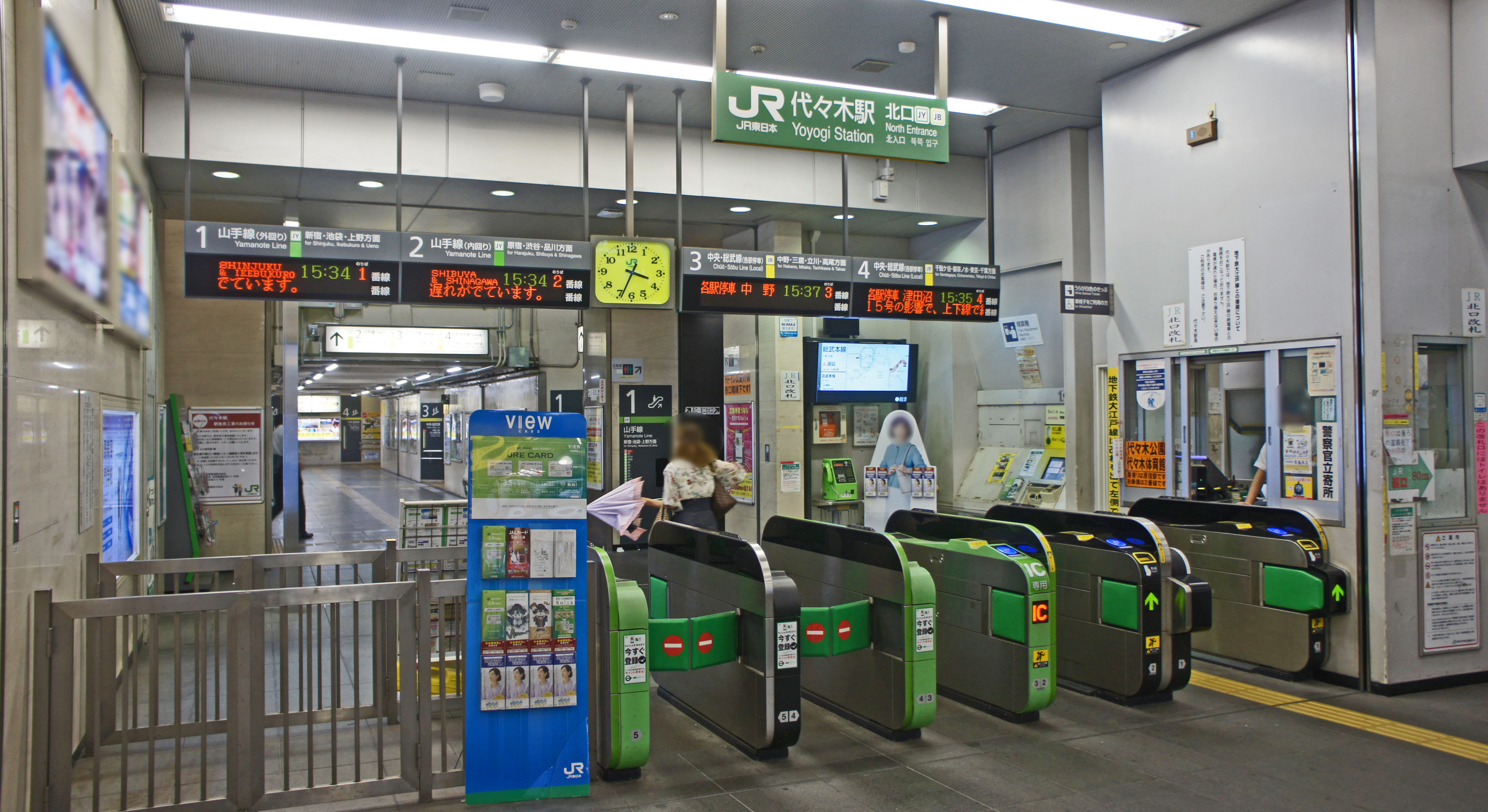
北口閘口（2019年9月）
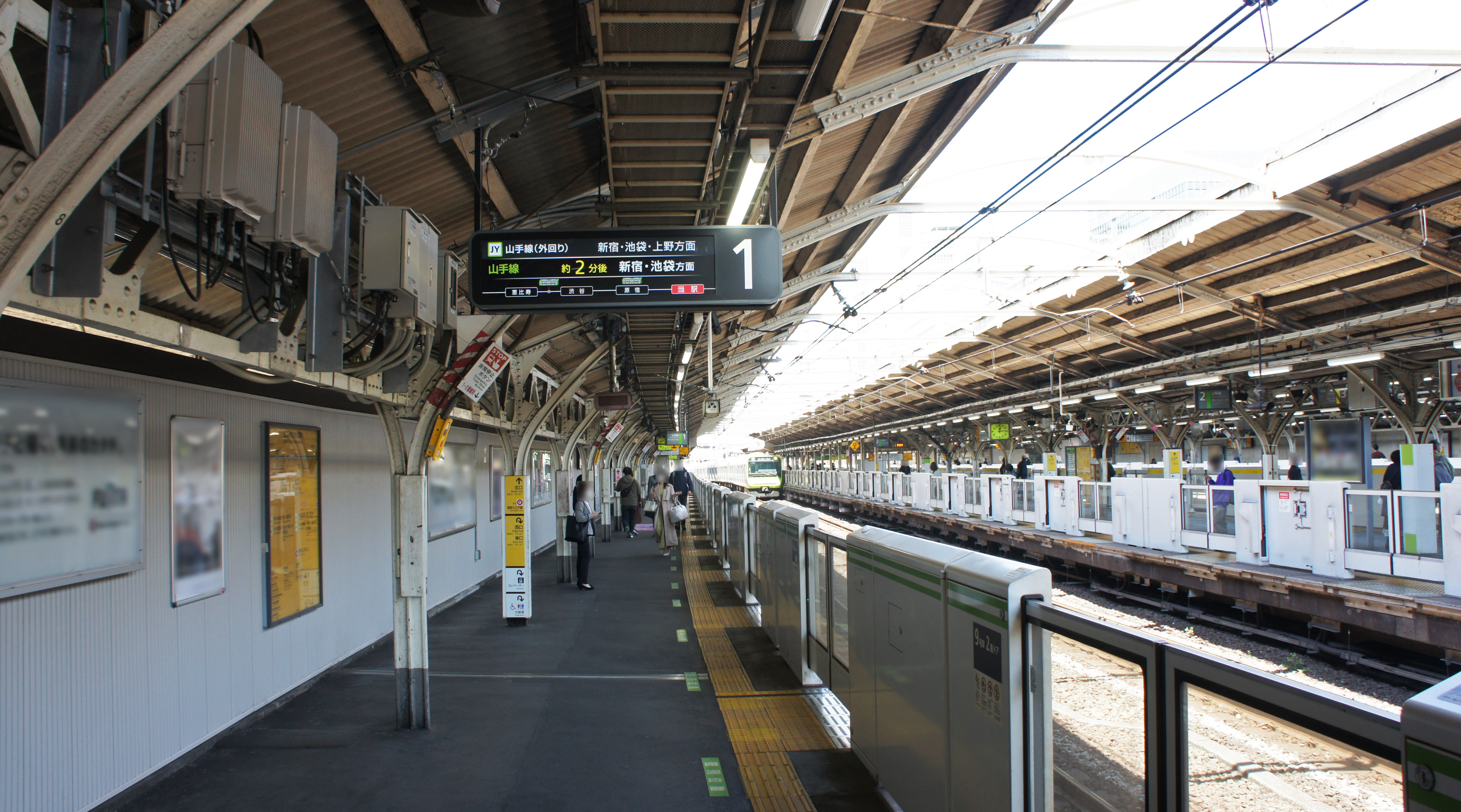
1號月台（山手線）（2021年4月）
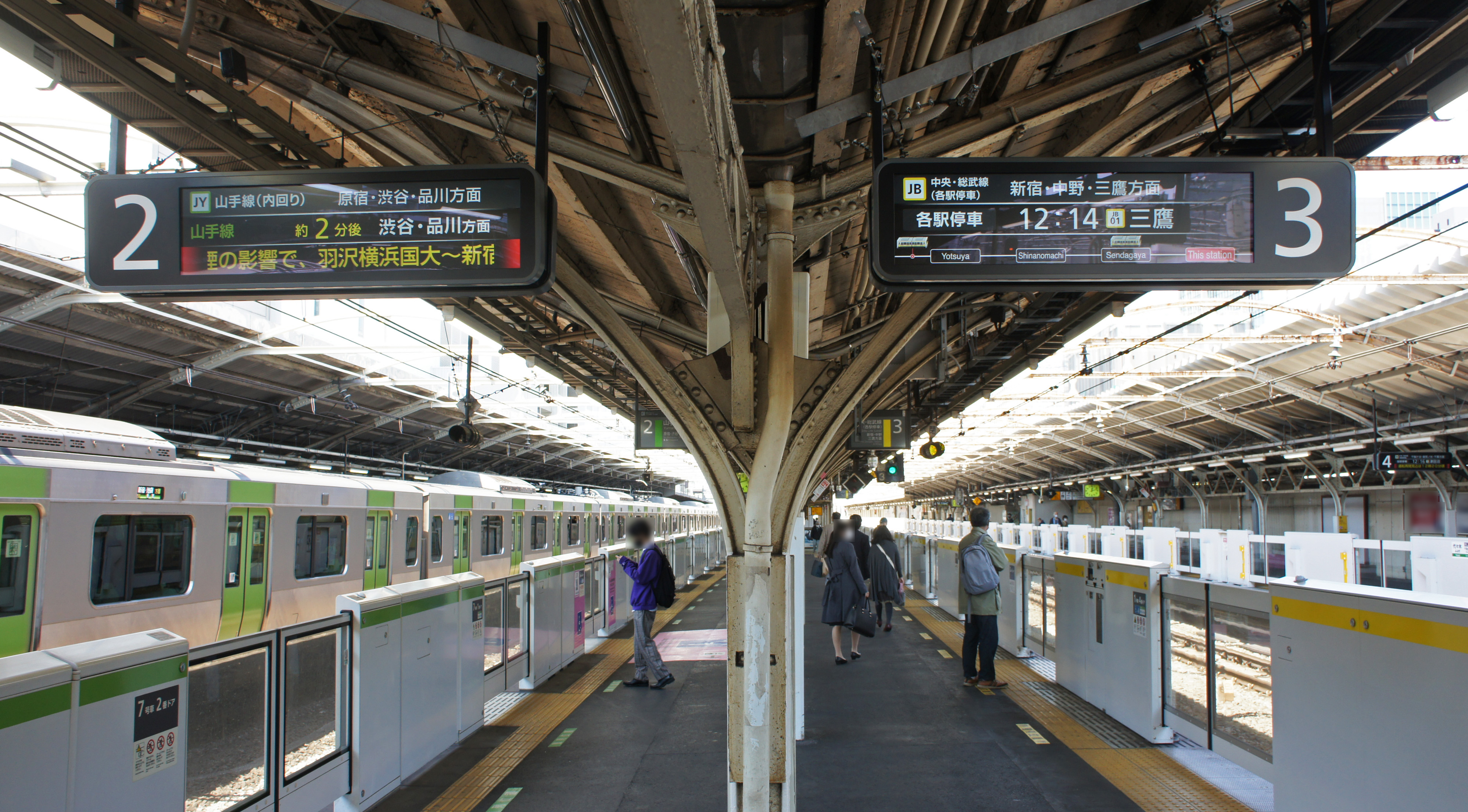
2、3號月台（山手線、中央·總武線）（2021年4月）
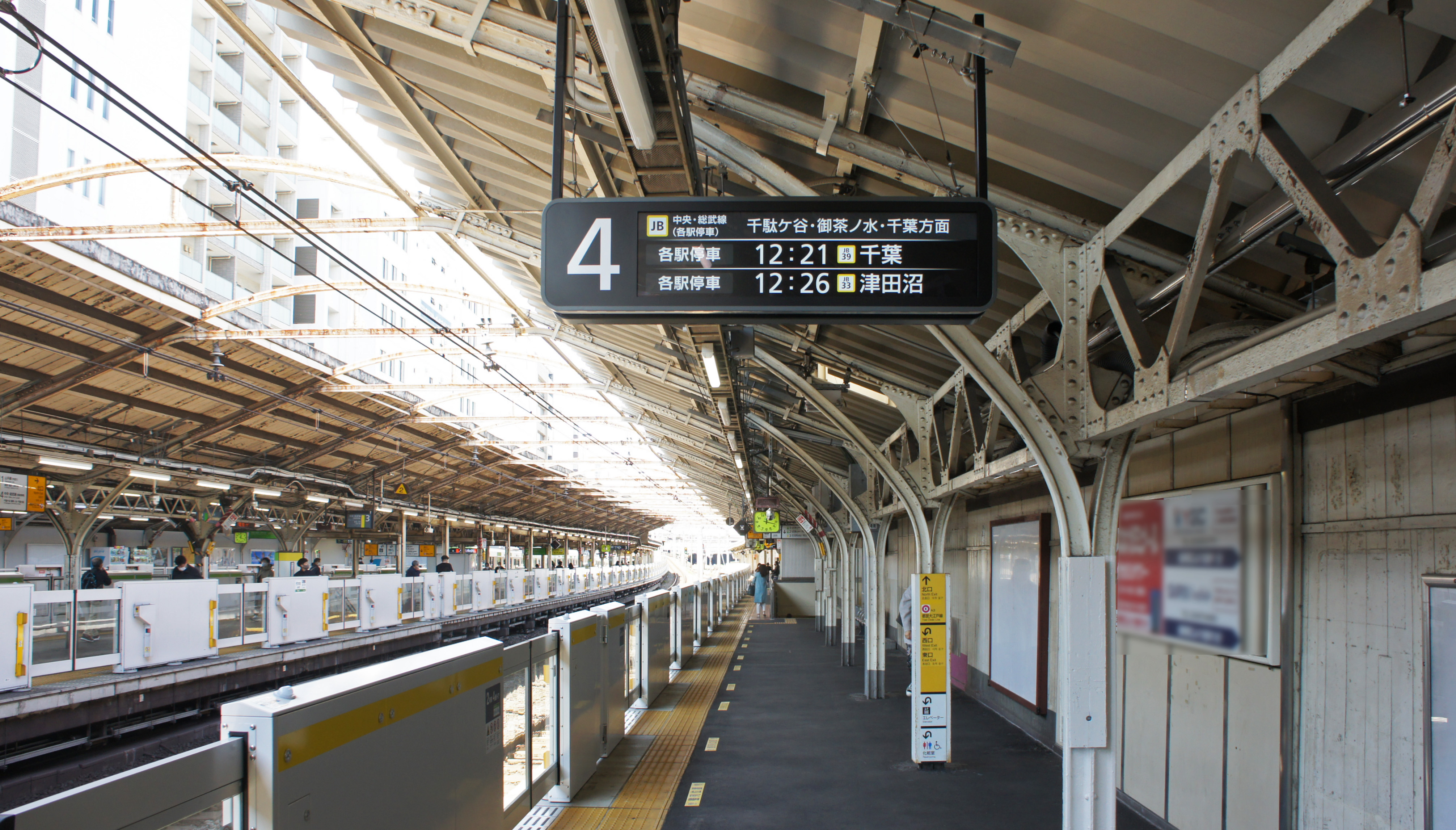
4號月台（中央·總武線）（2021年4月）

#### 發車音樂
| 1 | ■ | せせらぎ       |
| 2 | ■ | 春             |
| 3 | ■ | 高原           |
| 4 | ■ | 古いオルゴール |

### 東京都交通局
本站是1面2線的島式月台地下車站。副站名是「山野美容專門學校前」。到站前的車廂廣播亦包括此資訊。以前的副站名為「代代木動畫學院前」
A3出口與大廳之間設有電梯連通，電梯兩側皆有門，因此JR北口民眾也可使用。付費區大廳與月台之間設有樓梯與電扶梯。

#### 月台配置
| 月台 | 路線     | 目的地                     |
| ---- | -------- | -------------------------- |
| 1    | 大江戶線 | 六本木、大門、門前仲町方向 |
| 2    | 大江戶線 | 新宿、都廳前、光丘方向     |

（來源：都營地下鐵:車站構內圖（页面存档备份，存于））

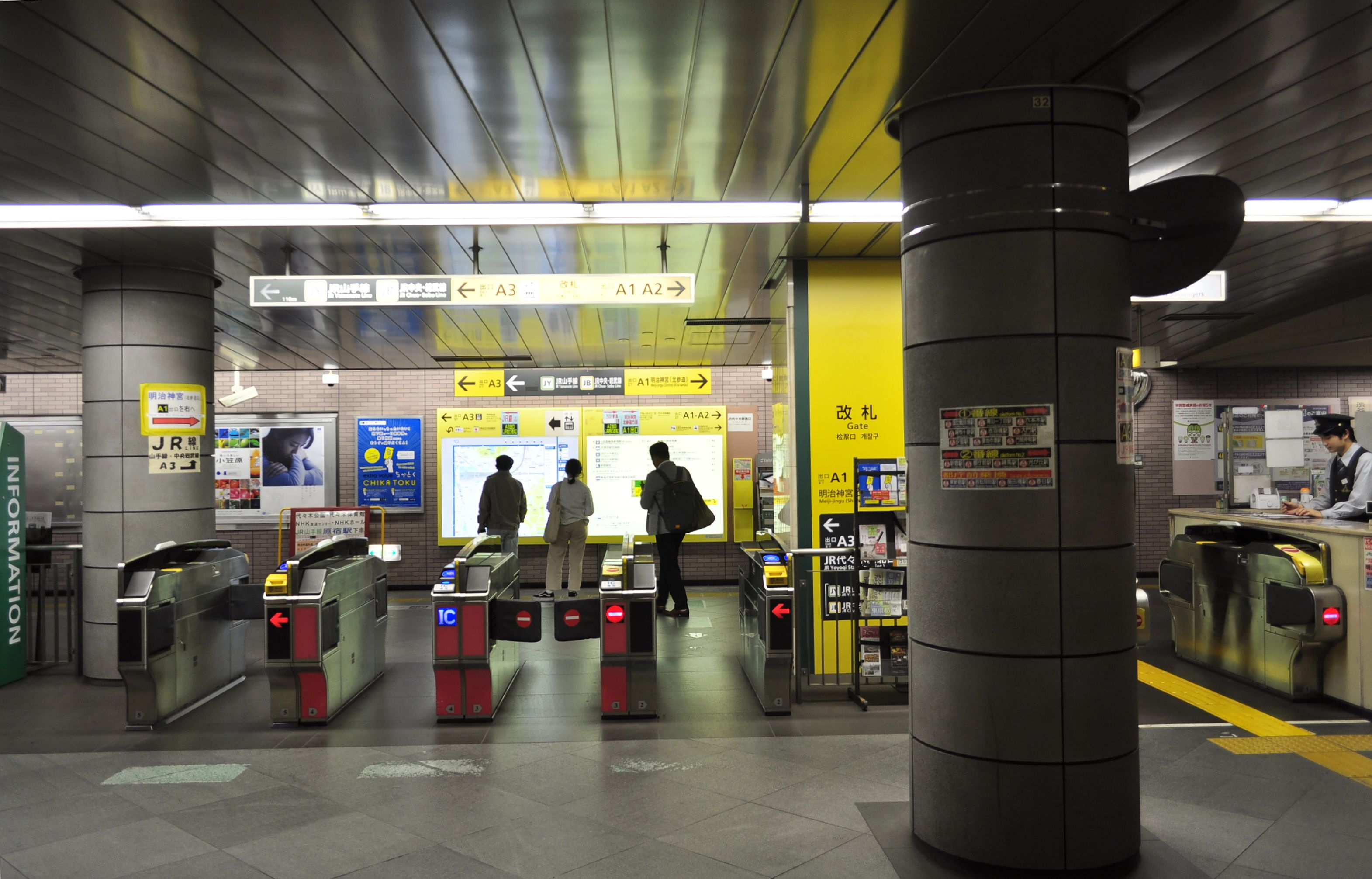
閘口（2018年4月）
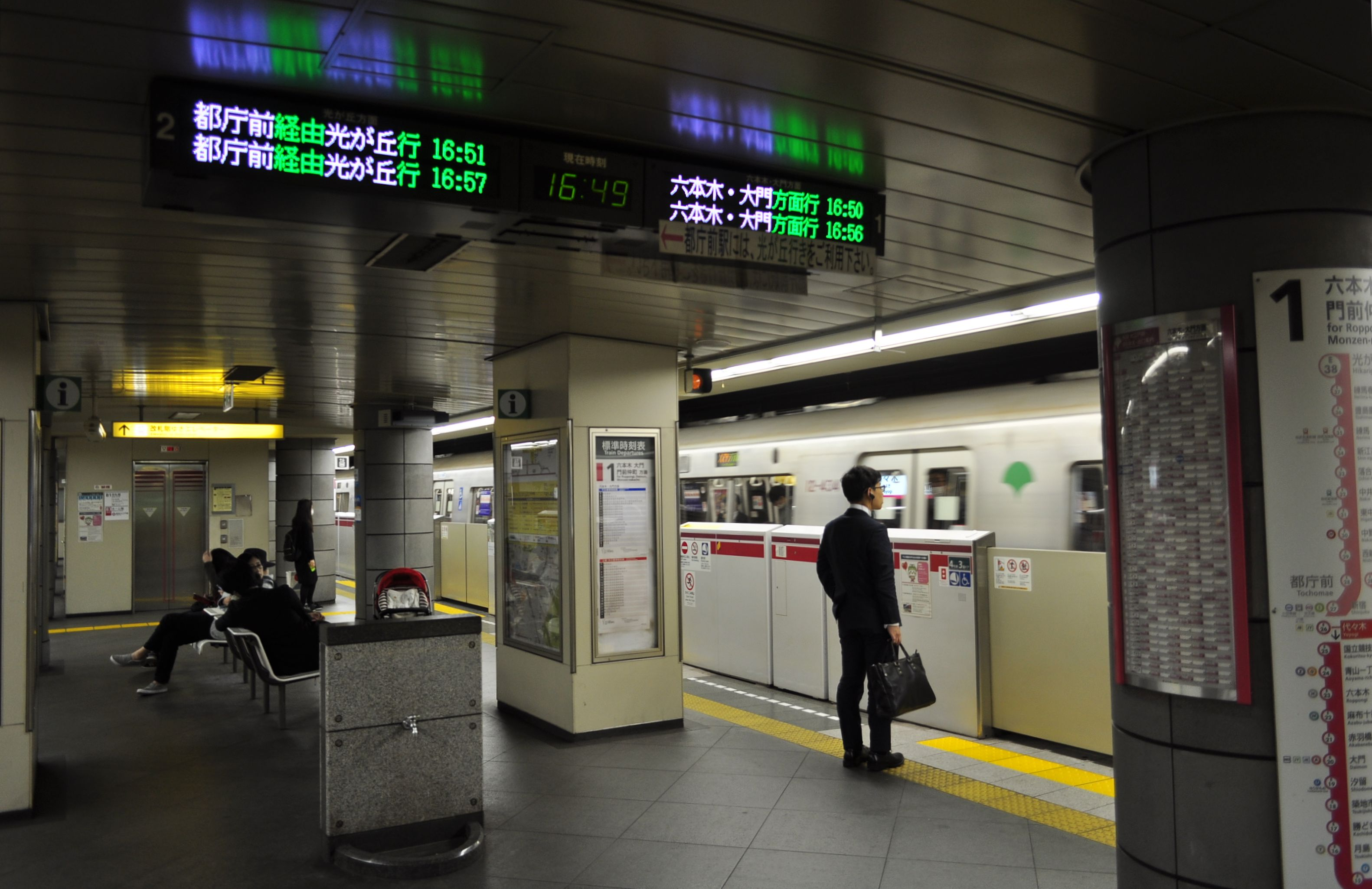
1號月台（2018年4月）
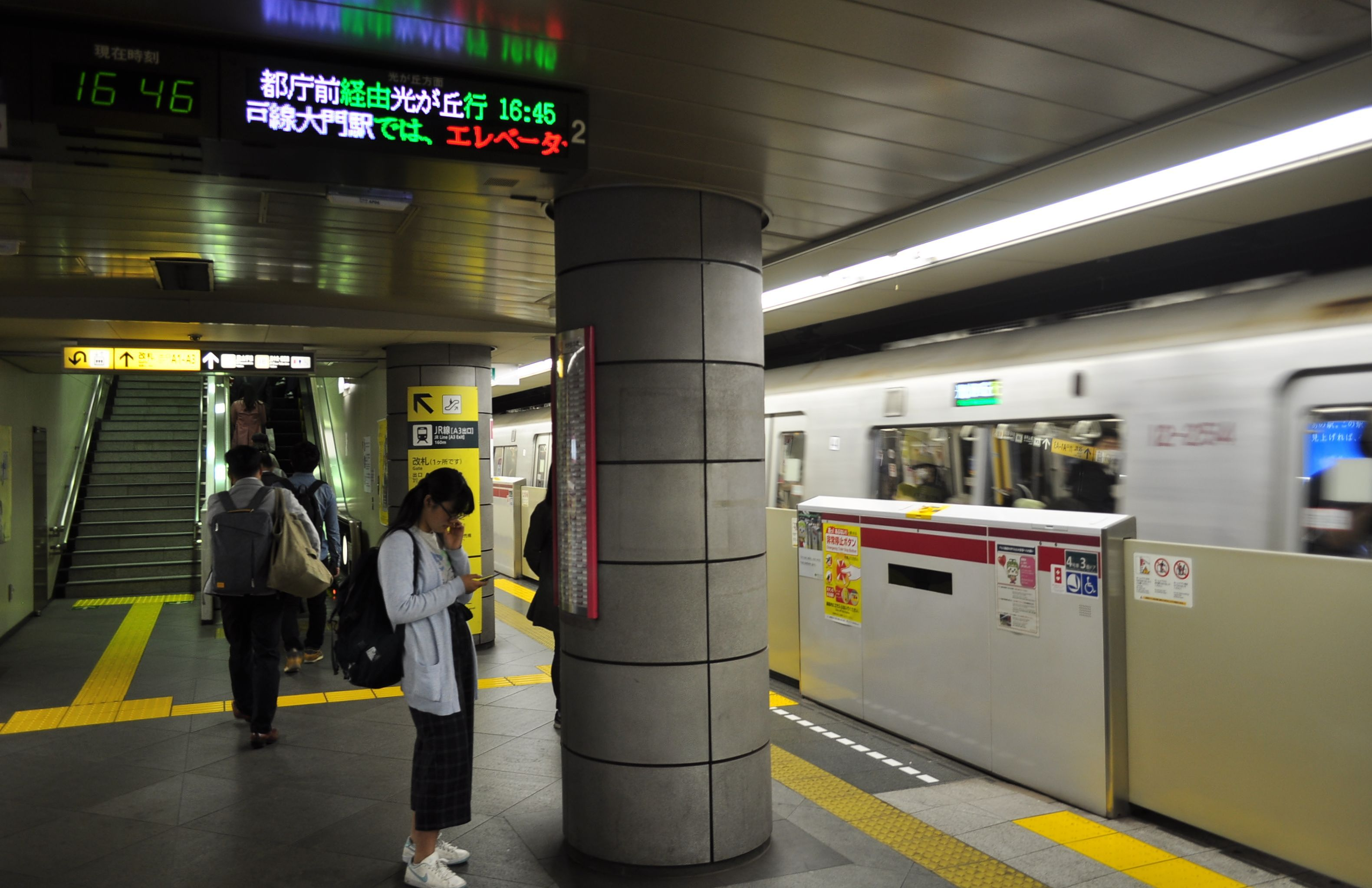
2號月台（2018年4月）
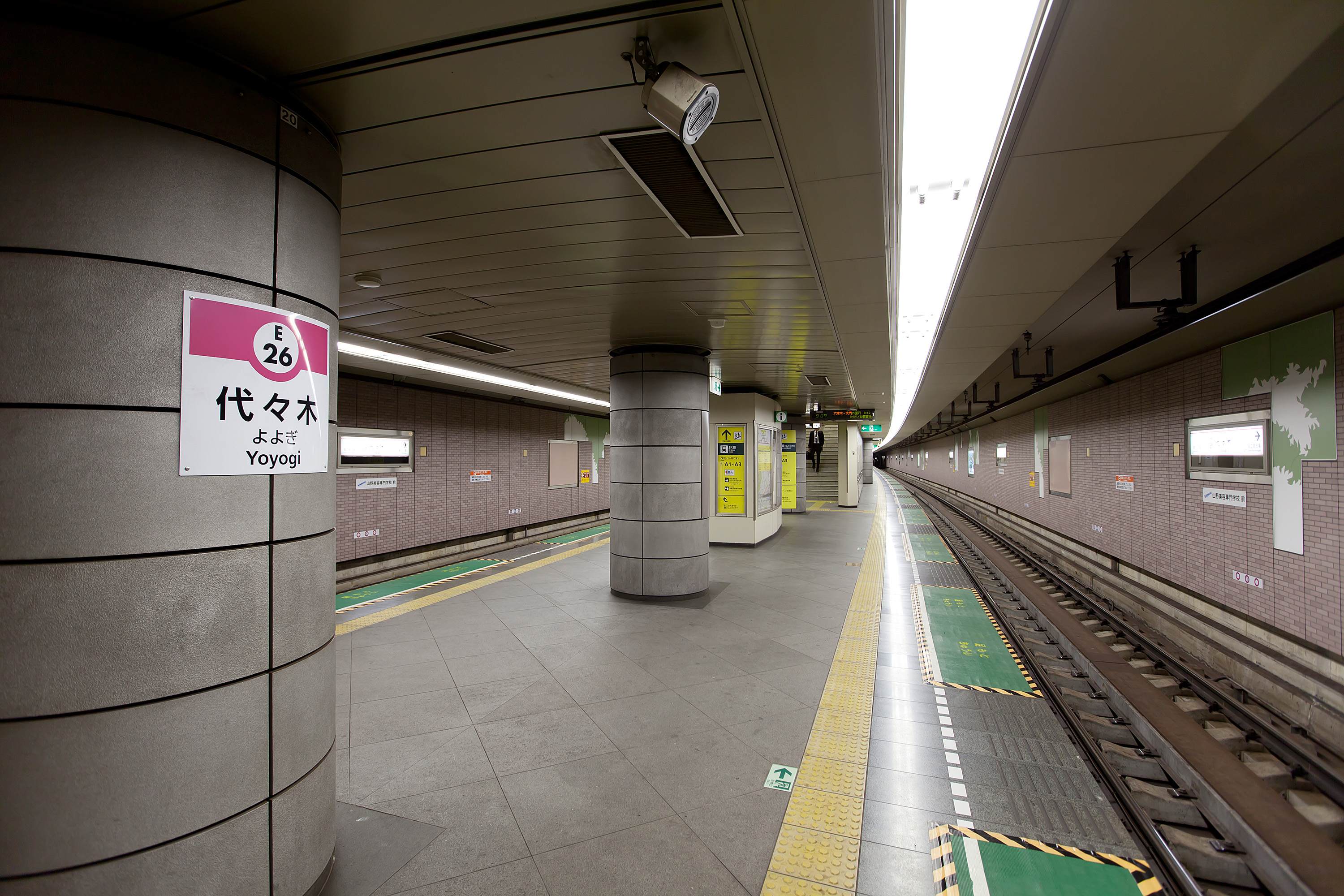
大江戶線月台（2011年1月，設置月台閘門前）

## 利用狀況
- JR東日本 - 2019年度1日平均上車人次為69,653人[使用人數 1]。
JR東日本中次於南越谷站名列第63位，在中央·總武線39個車站當中排名第17位。
- 都營地下鐵 - 2017年度1日平均上下車人次為37,678人（上車人次18,758人、下車人次18,920人）[使用人數 2]。
都營大江戶線全部38個車站當中位居第21位。

### 各年度1日平均上下車人次
各年度1日平均上下車人次如下表。
| 年度               | 都營地下鐵         | 都營地下鐵 |
| 年度               | 1日平均 上下車人次 | 增長率     |
| ------------------ | ------------------ | ---------- |
| 2003年（平成15年） | 27,392             | 13.8%      |
| 2004年（平成16年） | 28,783             | 5.1%       |
| 2005年（平成17年） | 30,258             | 5.1%       |
| 2006年（平成18年） | 31,950             | 5.3%       |
| 2007年（平成19年） | 35,180             | 10.4%      |
| 2008年（平成20年） | 34,197             | −2.8%      |
| 2009年（平成21年） | 33,045             | −3.4%      |
| 2010年（平成22年） | 33,005             | −0.1%      |
| 2011年（平成23年） | 32,525             | −1.5%      |
| 2012年（平成24年） | 34,939             | 7.4%       |
| 2013年（平成25年） | 34,940             | 0.0%       |
| 2014年（平成26年） | 35,389             | 1.3%       |
| 2015年（平成27年） | 36,892             | 4.2%       |
| 2016年（平成28年） | 37,232             | 0.9%       |
| 2017年（平成29年） | 37,678             | 1.2%       |
| 2018年（平成30年） | 38,758             | 2.9%       |

### 各年度1日平均上車人次（1900年代－1930年代）
各年度1日平均上車人次如下表。
| 年度               | 日本鐵道 / 國鐵 | 來源              |
| ------------------ | --------------- | ----------------- |
| 1906年（明治39年） | [ 備考 1 ]      |                   |
| 1907年（明治40年） | 714             | [ 東京府統計 1 ]  |
| 1908年（明治41年） | 1,051           | [ 東京府統計 2 ]  |
| 1909年（明治42年） | 1,307           | [ 東京府統計 3 ]  |
| 1911年（明治44年） | 2,026           | [ 東京府統計 4 ]  |
| 1912年（大正元年） | 2,413           | [ 東京府統計 5 ]  |
| 1913年（大正02年） | 2,628           | [ 東京府統計 6 ]  |
| 1914年（大正03年） | 2,775           | [ 東京府統計 7 ]  |
| 1915年（大正04年） | 2,326           | [ 東京府統計 8 ]  |
| 1916年（大正05年） | 2,703           | [ 東京府統計 9 ]  |
| 1919年（大正08年） | 3,759           | [ 東京府統計 10 ] |
| 1920年（大正09年） | 5,238           | [ 東京府統計 11 ] |
| 1922年（大正11年） | 6,542           | [ 東京府統計 12 ] |
| 1923年（大正12年） | 6,946           | [ 東京府統計 13 ] |
| 1924年（大正13年） | 7,930           | [ 東京府統計 14 ] |
| 1925年（大正14年） | 7,509           | [ 東京府統計 15 ] |
| 1926年（昭和元年） | 7,516           | [ 東京府統計 16 ] |
| 1927年（昭和02年） | 7,417           | [ 東京府統計 17 ] |
| 1928年（昭和03年） | 8,094           | [ 東京府統計 18 ] |
| 1929年（昭和04年） | 7,985           | [ 東京府統計 19 ] |
| 1930年（昭和05年） | 7,397           | [ 東京府統計 20 ] |
| 1931年（昭和06年） | 7,076           | [ 東京府統計 21 ] |
| 1932年（昭和07年） | 6,933           | [ 東京府統計 22 ] |
| 1933年（昭和08年） | 6,982           | [ 東京府統計 23 ] |
| 1934年（昭和09年） | 7,162           | [ 東京府統計 24 ] |
| 1935年（昭和10年） | 7,263           | [ 東京府統計 25 ] |

### 各年度1日平均上車人次（1953年－2000年）
各年度1日平均上車人次如下表。
| 年度               | 國鐵 / JR東日本 | 都營地下鐵 | 來源              |
| ------------------ | --------------- | ---------- | ----------------- |
| 1953年（昭和28年） | 17,307          | 未開業     | [ 東京都統計 1 ]  |
| 1954年（昭和29年） | 17,822          | 未開業     | [ 東京都統計 2 ]  |
| 1955年（昭和30年） | 19,340          | 未開業     | [ 東京都統計 3 ]  |
| 1956年（昭和31年） | 20,725          | 未開業     | [ 東京都統計 4 ]  |
| 1957年（昭和32年） | 21,885          | 未開業     | [ 東京都統計 5 ]  |
| 1958年（昭和33年） | 22,766          | 未開業     | [ 東京都統計 6 ]  |
| 1959年（昭和34年） | 23,321          | 未開業     | [ 東京都統計 7 ]  |
| 1960年（昭和35年） | 26,864          | 未開業     | [ 東京都統計 8 ]  |
| 1961年（昭和36年） | 30,388          | 未開業     | [ 東京都統計 9 ]  |
| 1962年（昭和37年） | 34,188          | 未開業     | [ 東京都統計 10 ] |
| 1963年（昭和38年） | 36,318          | 未開業     | [ 東京都統計 11 ] |
| 1964年（昭和39年） | 37,921          | 未開業     | [ 東京都統計 12 ] |
| 1965年（昭和40年） | 40,263          | 未開業     | [ 東京都統計 13 ] |
| 1966年（昭和41年） | 41,317          | 未開業     | [ 東京都統計 14 ] |
| 1967年（昭和42年） | 43,091          | 未開業     | [ 東京都統計 15 ] |
| 1968年（昭和43年） | 43,911          | 未開業     | [ 東京都統計 16 ] |
| 1969年（昭和44年） | 36,461          | 未開業     | [ 東京都統計 17 ] |
| 1970年（昭和45年） | 41,334          | 未開業     | [ 東京都統計 18 ] |
| 1971年（昭和46年） | 42,350          | 未開業     | [ 東京都統計 19 ] |
| 1972年（昭和47年） | 44,671          | 未開業     | [ 東京都統計 20 ] |
| 1973年（昭和48年） | 45,181          | 未開業     | [ 東京都統計 21 ] |
| 1974年（昭和49年） | 49,101          | 未開業     | [ 東京都統計 22 ] |
| 1975年（昭和50年） | 51,891          | 未開業     | [ 東京都統計 23 ] |
| 1976年（昭和51年） | 54,047          | 未開業     | [ 東京都統計 24 ] |
| 1977年（昭和52年） | 52,696          | 未開業     | [ 東京都統計 25 ] |
| 1978年（昭和53年） | 51,964          | 未開業     | [ 東京都統計 26 ] |
| 1979年（昭和54年） | 51,634          | 未開業     | [ 東京都統計 27 ] |
| 1980年（昭和55年） | 53,704          | 未開業     | [ 東京都統計 28 ] |
| 1981年（昭和56年） | 56,523          | 未開業     | [ 東京都統計 29 ] |
| 1982年（昭和57年） | 57,718          | 未開業     | [ 東京都統計 30 ] |
| 1983年（昭和58年） | 58,388          | 未開業     | [ 東京都統計 31 ] |
| 1984年（昭和59年） | 60,433          | 未開業     | [ 東京都統計 32 ] |
| 1985年（昭和60年） | 52,077          | 未開業     | [ 東京都統計 33 ] |
| 1986年（昭和61年） | 56,557          | 未開業     | [ 東京都統計 34 ] |
| 1987年（昭和62年） | 60,077          | 未開業     | [ 東京都統計 35 ] |
| 1988年（昭和63年） | 60,293          | 未開業     | [ 東京都統計 36 ] |
| 1989年（平成元年） | 61,005          | 未開業     | [ 東京都統計 37 ] |
| 1990年（平成02年） | 61,723          | 未開業     | [ 東京都統計 38 ] |
| 1991年（平成03年） | 61,358          | 未開業     | [ 東京都統計 39 ] |
| 1992年（平成04年） | 60,578          | 未開業     | [ 東京都統計 40 ] |
| 1993年（平成05年） | 58,236          | 未開業     | [ 東京都統計 41 ] |
| 1994年（平成06年） | 56,819          | 未開業     | [ 東京都統計 42 ] |
| 1995年（平成07年） | 55,631          | 未開業     | [ 東京都統計 43 ] |
| 1996年（平成08年） | 54,858          | 未開業     | [ 東京都統計 44 ] |
| 1997年（平成09年） | 52,431          | 未開業     | [ 東京都統計 45 ] |
| 1998年（平成10年） | 51,104          | 未開業     | [ 東京都統計 46 ] |
| 1999年（平成11年） | 51,342          | 未開業     | [ 東京都統計 47 ] |
| 2000年（平成12年） | 55,062          | 7,127      | [ 東京都統計 48 ] |

### 各年度1日平均上車人次（2001年以後）
| 年度               | JR東日本 | JR東日本 | JR東日本 | 都營地下鐵 | 來源              |
| 年度               | 定期外   | 定期     | 合計     | 都營地下鐵 | 來源              |
| ------------------ | -------- | -------- | -------- | ---------- | ----------------- |
| 2001年（平成13年） |          |          | 59,431   | 10,630     | [ 東京都統計 49 ] |
| 2002年（平成14年） |          |          | 65,427   | 11,770     | [ 東京都統計 50 ] |
| 2003年（平成15年） |          |          | 66,650   | 13,325     | [ 東京都統計 51 ] |
| 2004年（平成16年） |          |          | 67,768   | 14,055     | [ 東京都統計 52 ] |
| 2005年（平成17年） |          |          | 68,471   | 14,822     | [ 東京都統計 53 ] |
| 2006年（平成18年） |          |          | 69,830   | 15,637     | [ 東京都統計 54 ] |
| 2007年（平成19年） |          |          | 74,536   | 17,308     | [ 東京都統計 55 ] |
| 2008年（平成20年） |          |          | 71,660   | 16,876     | [ 東京都統計 56 ] |
| 2009年（平成21年） |          |          | 70,269   | 16,333     | [ 東京都統計 57 ] |
| 2010年（平成22年） |          |          | 69,704   | 16,388     | [ 東京都統計 58 ] |
| 2011年（平成23年） |          |          | 69,466   | 16,152     | [ 東京都統計 59 ] |
| 2012年（平成24年） | 36,224   | 34,194   | 70,418   | 17,394     | [ 東京都統計 60 ] |
| 2013年（平成25年） | 36,325   | 33,690   | 70,016   | 17,382     | [ 東京都統計 61 ] |
| 2014年（平成26年） | 36,475   | 32,771   | 69,246   | 17,603     | [ 東京都統計 62 ] |
| 2015年（平成27年） | 37,144   | 33,056   | 70,200   | 18,313     | [ 東京都統計 63 ] |
| 2016年（平成28年） | 36,946   | 32,720   | 69,667   | 18,529     | [ 東京都統計 64 ] |
| 2017年（平成29年） | 37,378   | 32,557   | 69,935   | 18,758     | [ 東京都統計 65 ] |
| 2018年（平成30年） | 37,632   | 32,847   | 70,479   | 19,282     | [ 東京都統計 66 ] |
| 2019年（令和元年） | 36,469   | 33,183   | 69,653   |            |                   |

備註
1. ↑  1906年9月23日開業。

## 車站周邊

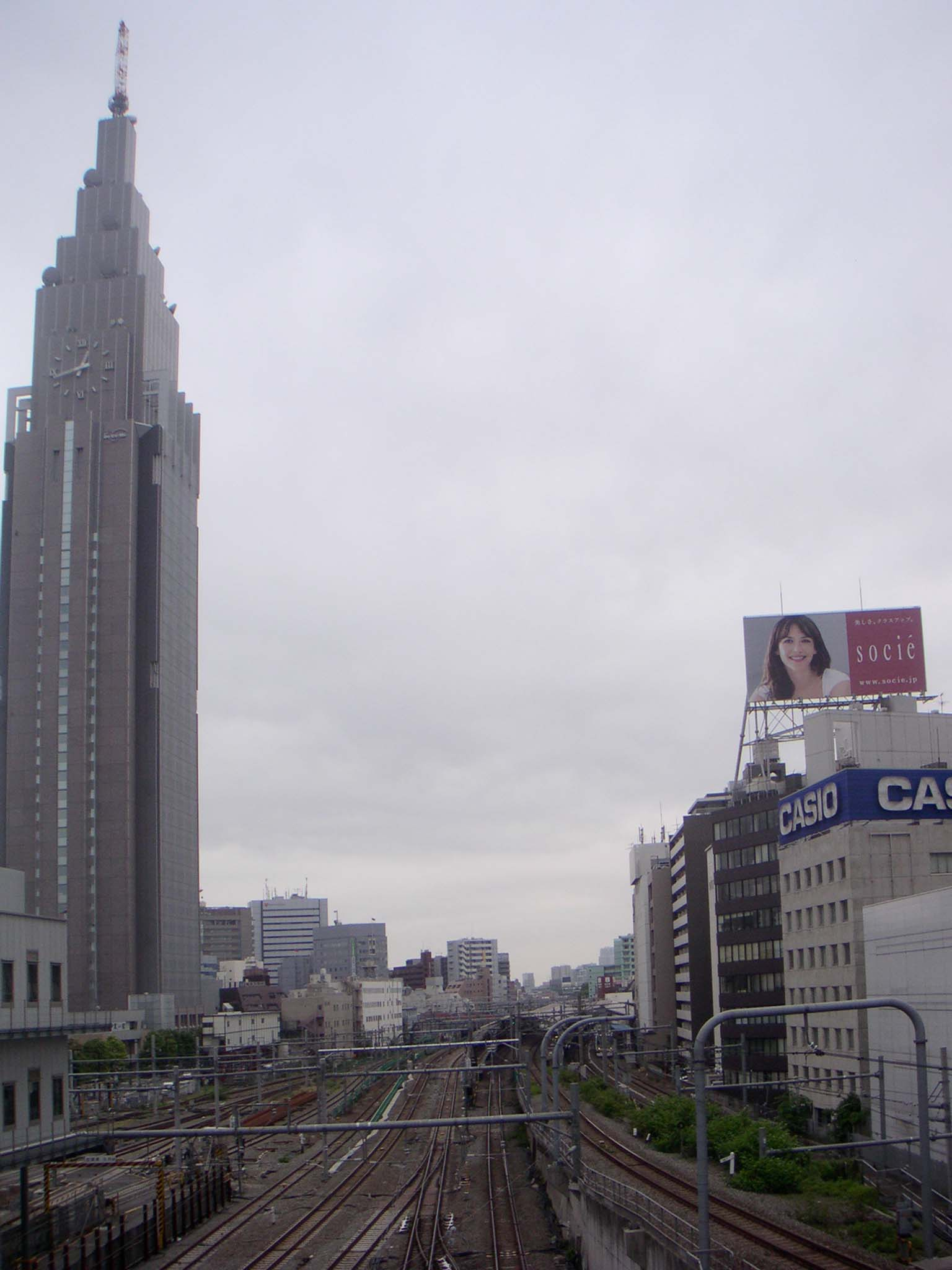
代代木站與NTT DoCoMo代代木大廈（2005年）
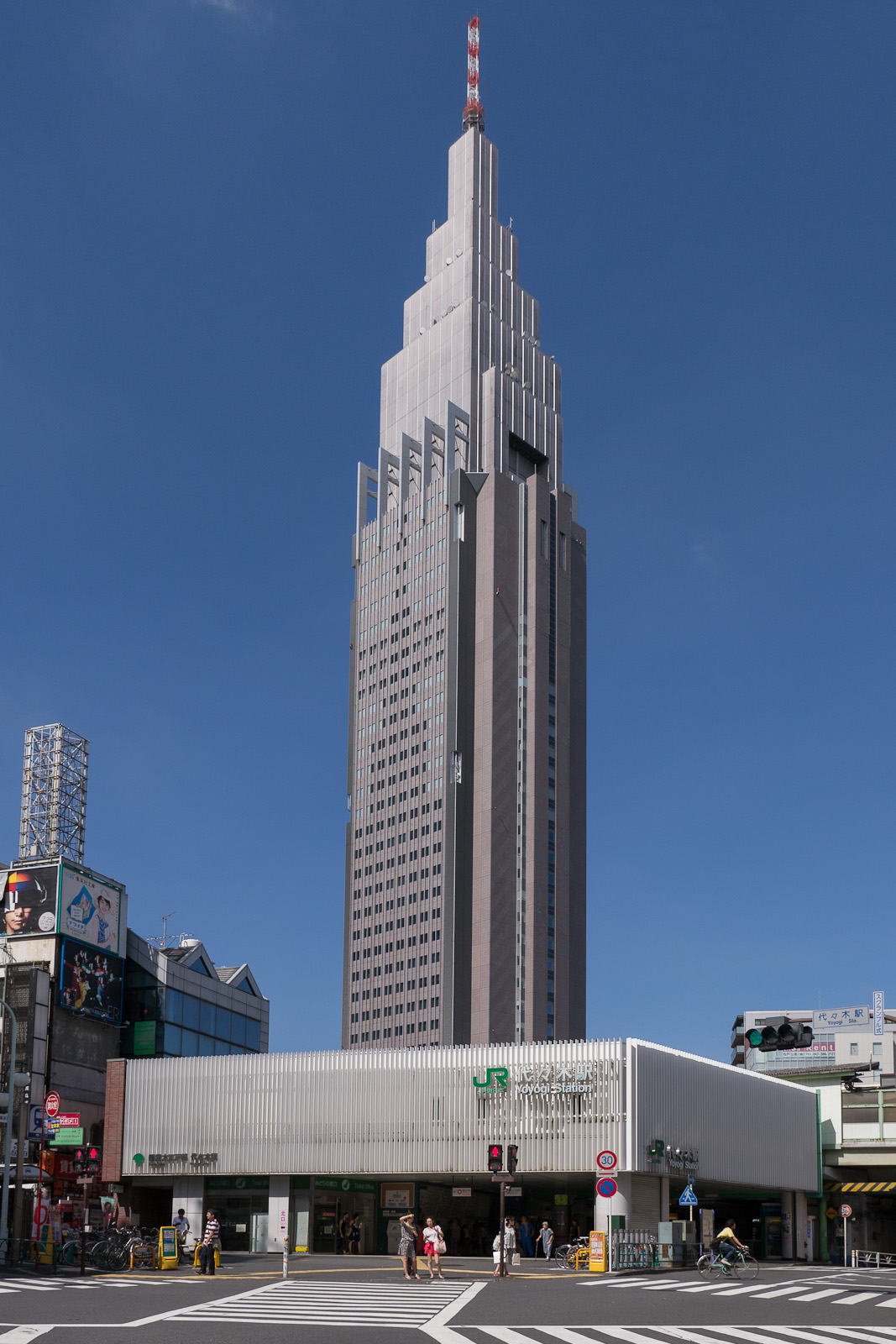
代代木站與NTT DoCoMo代代木大廈（2012年7月）
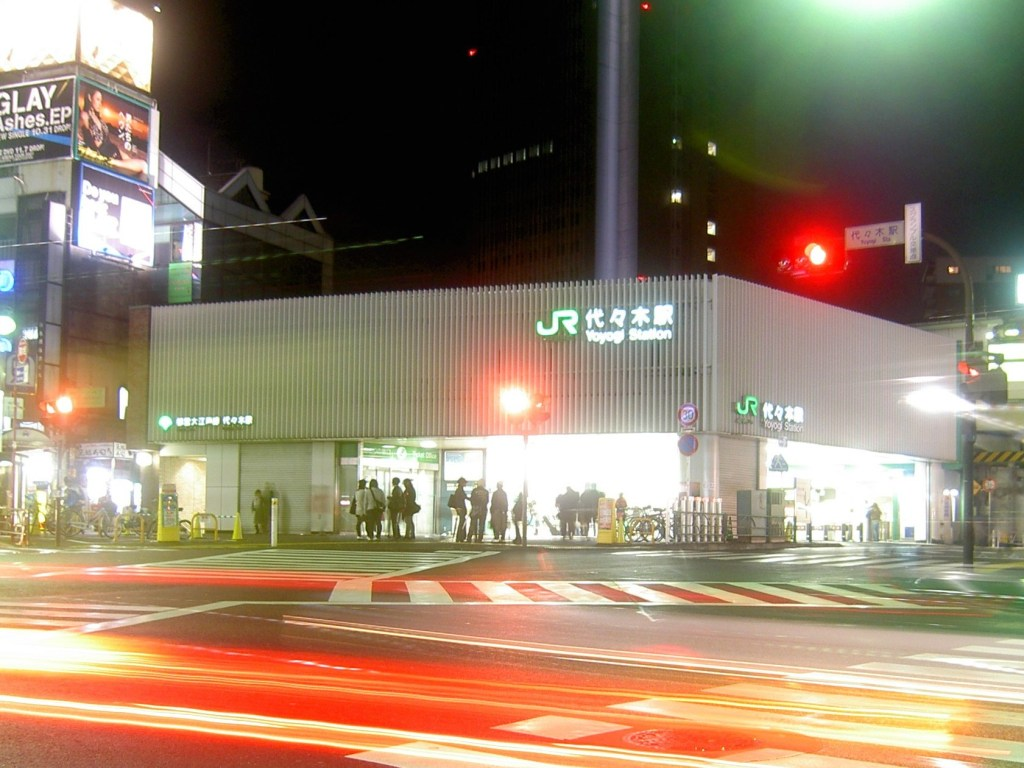
夜晚的JR西口（2007年10月25日）

本站距離新宿站和小田急電鐵南新宿站只有數百米距離。

### 北口、A3出口附近
澀谷區代代木一丁目（北部）、二丁目附近地區
- 東京商業學校（日语：東京スクールオブビジネス）
- 日本共產黨東京都委員會辦公室
- 新宿Southern Terrace（日语：新宿サザンテラス）
  - 小田急南塔（日语：小田急サザンタワー）
    - 小田急世紀南悅酒店
- 東日本旅客鐵道總部
- 代代木動畫學院東京本部校
- JR東京綜合醫院（日语：JR東京総合病院）
- 酪農會館大樓
- 山野美容専門學校（日语：山野美容専門学校）
- 新宿MAYNDS TOWER（日语：新宿マインズタワー）
- 小田急電鐵南新宿站
- 新宿代代木講座（日语：代々木ゼミナール）本部校（代代木講座塔）

### 西口、A1、A2出口附近
澀谷區代代木一丁目、千駄谷四丁目附近地區
- 代代木會館
  - 東豐書店 - 中文書籍
- 代代木講座法人事務局、電視攝影棚、國際教育中心
  - Y-SAPIX
- 代代木VILLAGE by kurkku
- MUSE MODE音樂院
- 第一經理專門學校
- 代代木站前通郵局
- 日本共產黨中央委員會（本部）
- 軟式野球会館
- 新日本出版社（日语：新日本出版社）本社
- 美和書店 - 社會科學類、新日本出版社、日本共產黨書籍
- 澀谷區千駄谷出差所
- 警視廳原宿警察署（日语：原宿警察署）
- 修養團（日语：修養団）（SYD）
- SYD HALL
- 藤田（日语：フジタ）總公司
- 葛蘭素史克日本分公司
- 大京總公司
- 北參道站（東京地下鐵副都心線）
- 補助57號線
- 代代木山谷通
- 神社本廳
- 日本穆斯林協會（日语：日本ムスリム協会）
- 明治神宮
- 東海大學醫學部附屬東京醫院（日语：東海大学医学部付属東京病院）
- 櫻花國際高等學校東京校（日语：さくら国際高等学校 東京校）
- 新宿御苑
- 鐵綠會
- FM-FUJI（日语：FM-FUJI）衛星錄音室（STUDIO VIVID）
- Style Cube

### 東口附近
澀谷區千駄谷五丁目附近地區（都營地下鐵A2出口經JR站房側通道可達）
- NTT DoCoMo代代木大廈
- JA全農（日语：全国農業協同組合連合会）新宿大樓
- 服部營養専門學校（日语：服部栄養専門学校）
- 高島屋時代廣場
  - 高島屋新宿店
  - 紀伊國屋書店新宿南店
  - 紀伊國屋南方劇場（日语：紀伊國屋サザンシアター）
  - 東急手創館新宿店
- 東京都立新宿高等學校（日语：東京都立新宿高等学校）
- 新宿御苑
- 丸正（日语：丸正）
- HANA信用組合（日语：ハナ信用組合）
- 西武信用金庫（日语：西武信用金庫）
- MUSE音樂院（日语：ミューズ・モード音楽院）
- 赤旗報編輯局
- 東京勤勞者醫療會（日语：東京勤労者医療会）代代木牙科
- 東京俳優生活協同組合
- 日本設計專門學校（日语：日本デザイン専門学校）
- 新宿三丁目站（東京地下鐵、都營地下鐵）

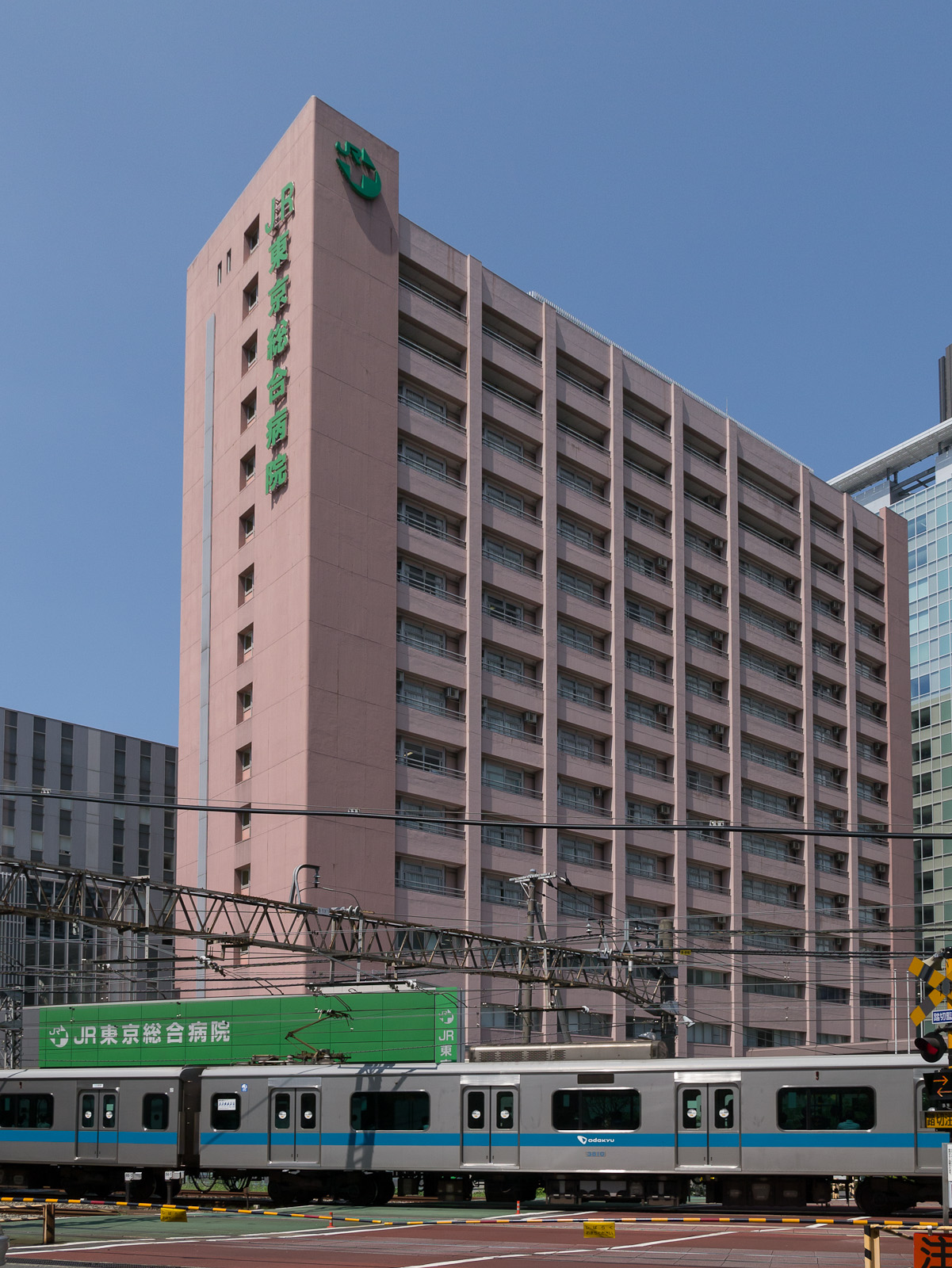
JR東京綜合醫院
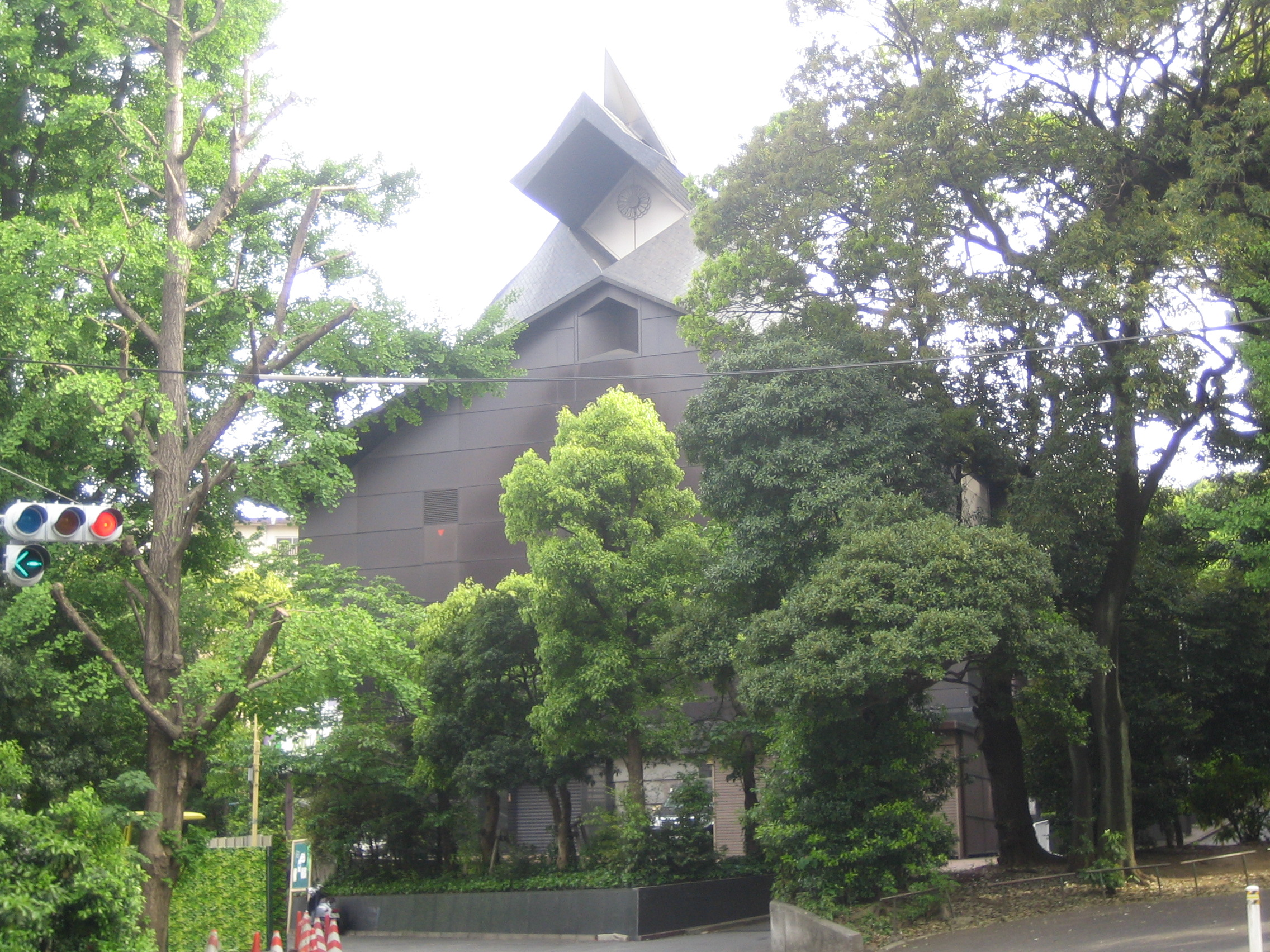
車站西方的神社本廳
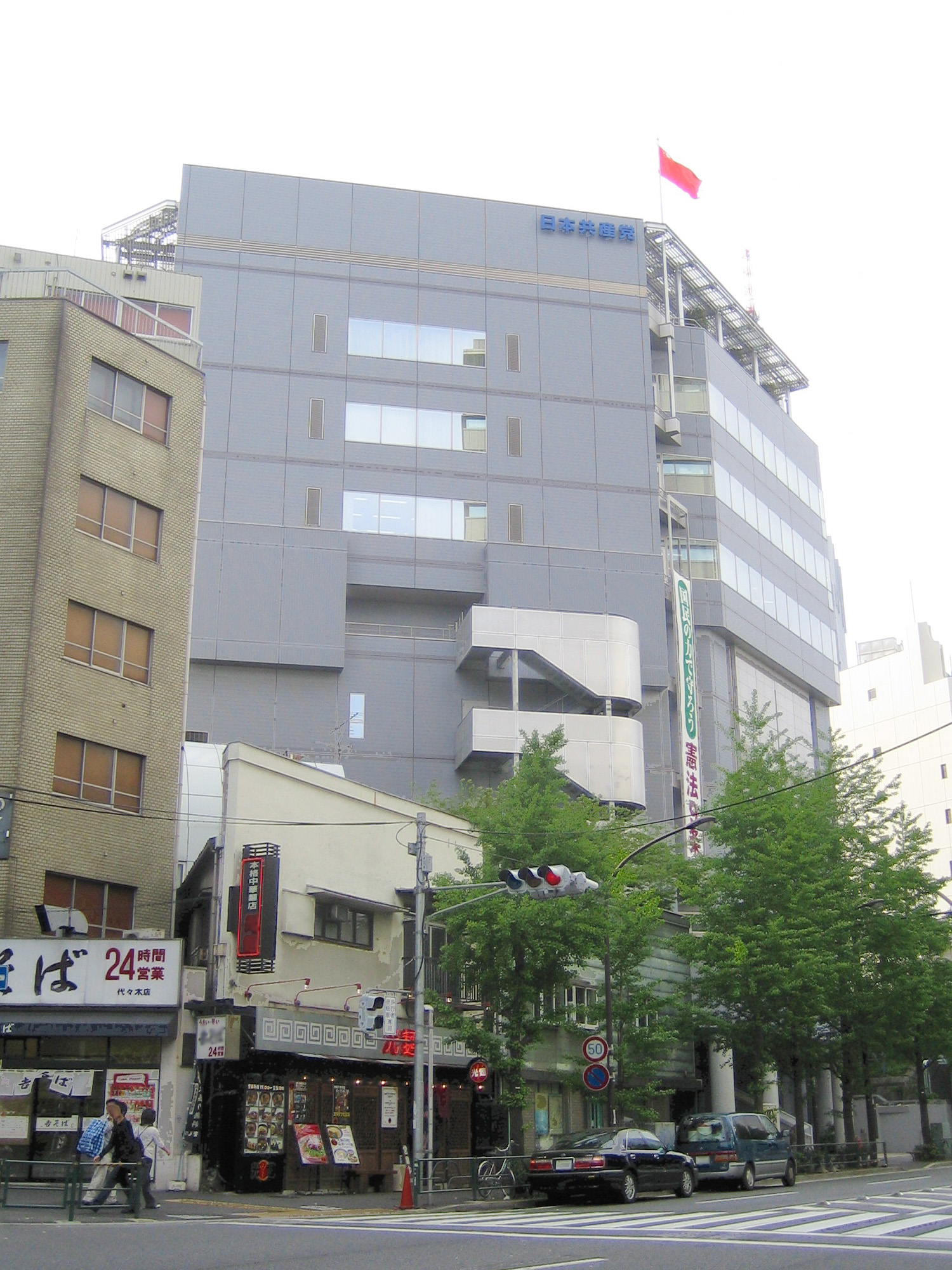
日本共產黨本部大樓。由於鄰近本站，「代代木」成為黨部代稱。
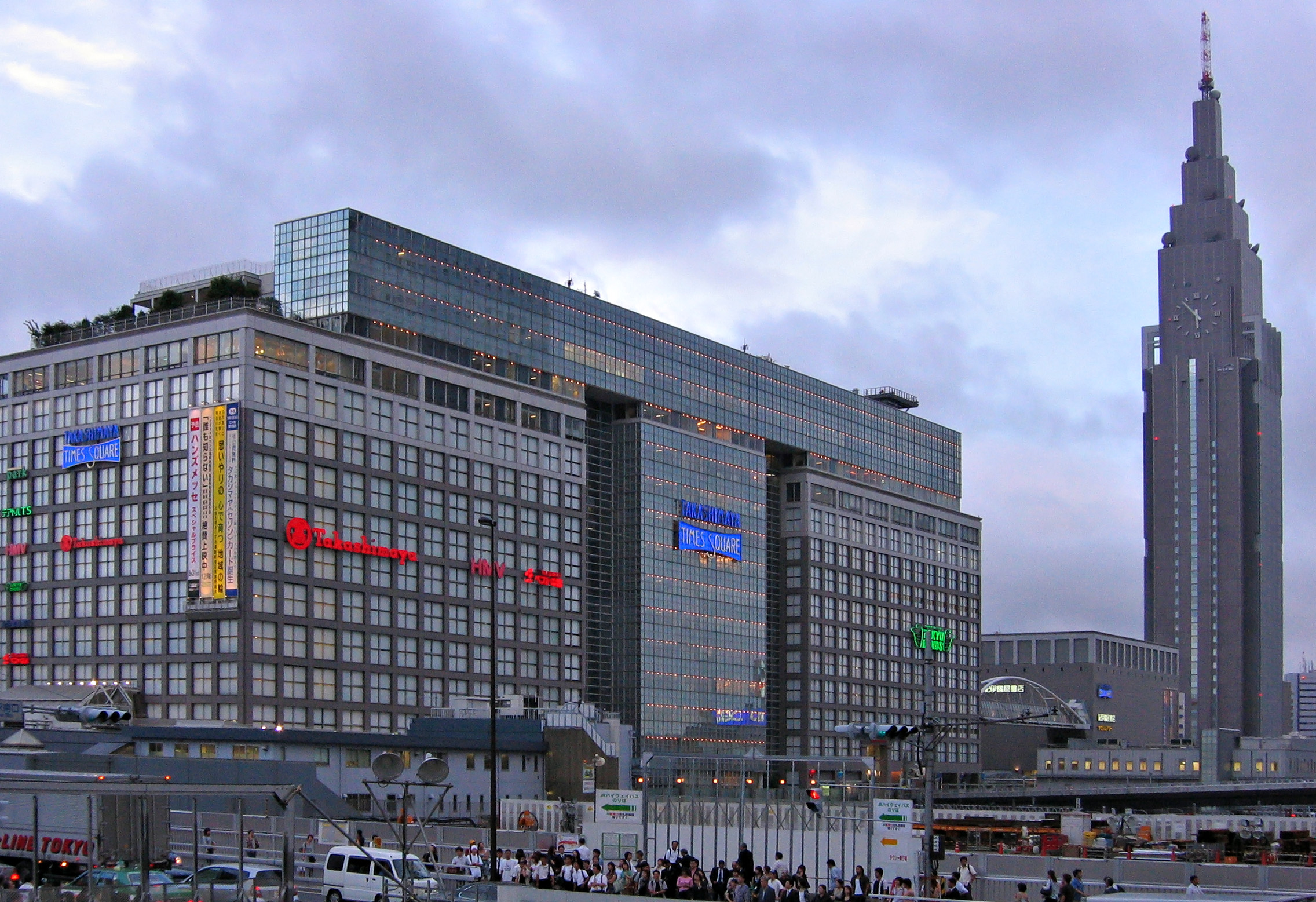
本站與新宿站之間的高島屋時代廣場。大樓為NTT docomo代代木大廈。
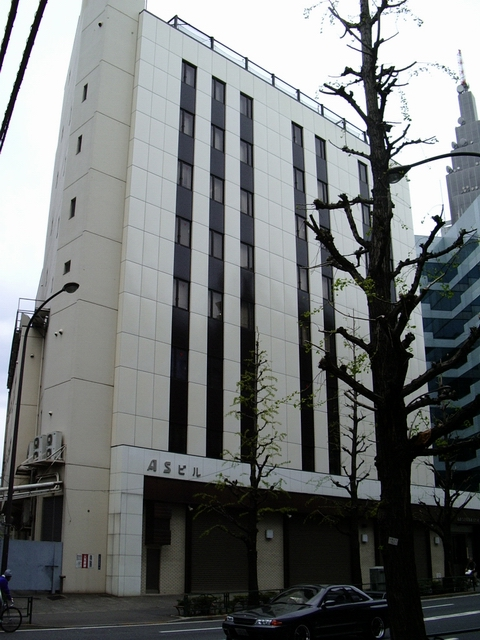
赤旗報編集局入駐的AS大樓
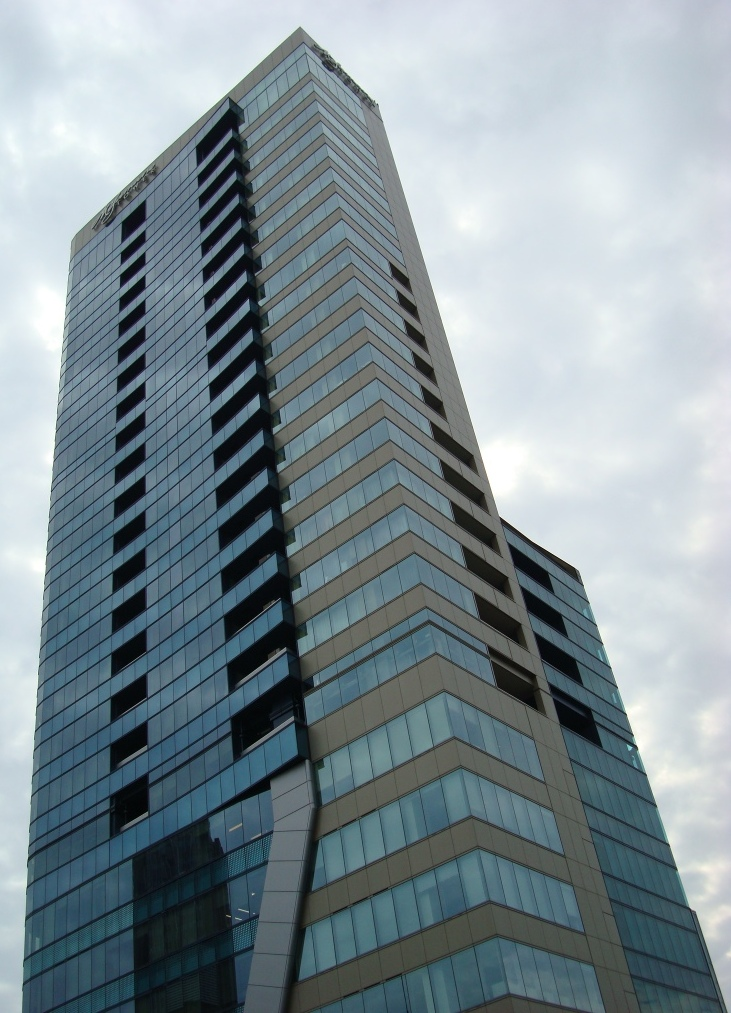
山野美容專門學校入駐的MY Tower（代代木一丁目）
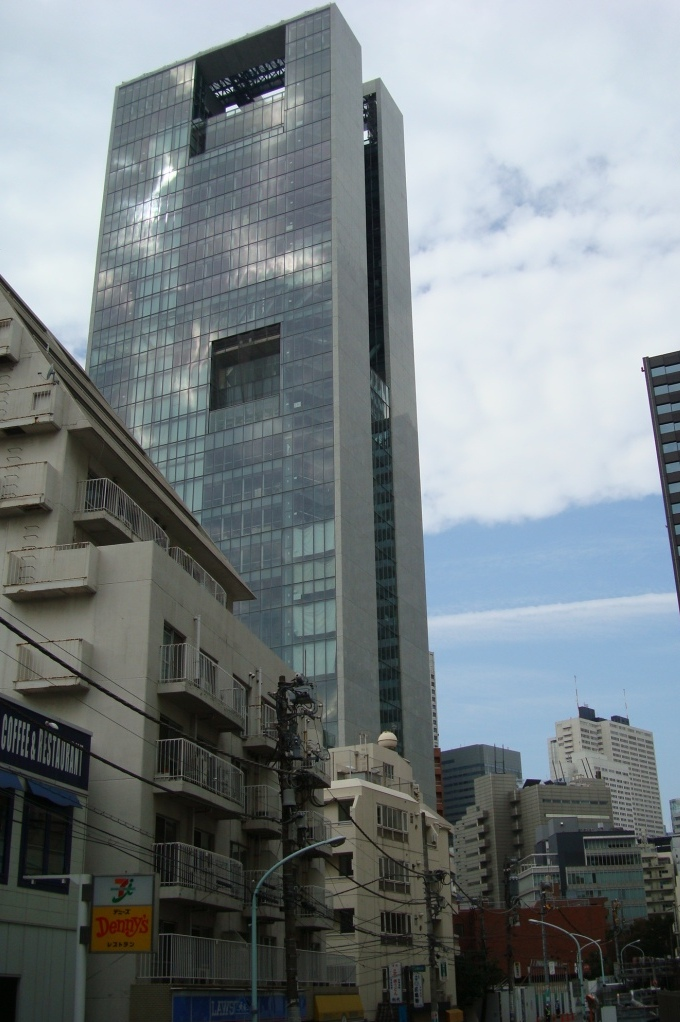
代代木講座新校舍（代代木二丁目）

### 巴士路線
代代木站
- 八公巴士（日语：ハチ公バス）神宮之杜線（FUJIEXPRESS（日语：フジエクスプレス））：往澀谷站八公口

## 相鄰車站
東日本旅客鐵道
 中央·總武線（各站停車）
千駄谷（JB 12）－代代木（JB 11）－新宿（JB 09）
■山手線
原宿（JY 19）－代代木（JY 18）－新宿（JY 17）
 都營地下鐵
 大江戶線
國立競技場（E 25）－代代木（E 26）－新宿（E 27）

### 來源
JR、地下鐵一日平均使用人數
1. ↑  各駅の乗車人員 （页面存档备份，存于） - JR東日本
2. ↑  各駅乗降人員一覧 （页面存档备份，存于） - 東京都交通局

JR東日本1999年度以後的上車人次
1. ↑  各駅の乗車人員（1999年度） （页面存档备份，存于） - JR東日本
2. ↑  各駅の乗車人員（2000年度） （页面存档备份，存于） - JR東日本
3. ↑  各駅の乗車人員（2001年度） （页面存档备份，存于） - JR東日本
4. ↑  各駅の乗車人員（2002年度） （页面存档备份，存于） - JR東日本
5. ↑  各駅の乗車人員（2003年度） （页面存档备份，存于） - JR東日本
6. ↑  各駅の乗車人員（2004年度） （页面存档备份，存于） - JR東日本
7. ↑  各駅の乗車人員（2005年度） （页面存档备份，存于） - JR東日本
8. ↑  各駅の乗車人員（2006年度） （页面存档备份，存于） - JR東日本
9. ↑  各駅の乗車人員（2007年度） （页面存档备份，存于） - JR東日本
10. ↑  各駅の乗車人員（2008年度） （页面存档备份，存于） - JR東日本
11. ↑  各駅の乗車人員（2009年度） （页面存档备份，存于） - JR東日本
12. ↑  各駅の乗車人員（2010年度） （页面存档备份，存于） - JR東日本
13. ↑  各駅の乗車人員（2011年度） （页面存档备份，存于） - JR東日本
14. 1 2 3  各駅の乗車人員（2012年度） （页面存档备份，存于） - JR東日本
15. 1 2 3  各駅の乗車人員（2013年度） （页面存档备份，存于） - JR東日本
16. 1 2 3  各駅の乗車人員（2014年度） （页面存档备份，存于） - JR東日本
17. 1 2 3  各駅の乗車人員（2015年度） （页面存档备份，存于） - JR東日本
18. 1 2 3  各駅の乗車人員（2016年度） （页面存档备份，存于） - JR東日本
19. 1 2 3  各駅の乗車人員（2017年度） （页面存档备份，存于） - JR東日本
20. 1 2 3  各駅の乗車人員（2018年度） （页面存档备份，存于） - JR東日本
21. 1 2 3  各駅の乗車人員（2019年度） （页面存档备份，存于） - JR東日本

JR、地下鐵統計資料
1. ↑  各種報告書 （页面存档备份，存于） - 関東交通広告協議会
2. 1 2  渋谷区勢概要 （页面存档备份，存于） - 渋谷区

東京府統計書
1. ↑  .   [2019-02-25]. （原始内容存档于2019-02-21）.
2. ↑  .   [2019-02-25]. （原始内容存档于2019-02-21）.
3. ↑  .   [2019-02-25]. （原始内容存档于2019-02-21）.
4. ↑  .   [2019-02-25]. （原始内容存档于2019-02-21）.
5. ↑  .   [2019-02-25]. （原始内容存档于2019-02-21）.
6. ↑  .   [2019-02-25]. （原始内容存档于2021-12-15）.
7. ↑  .   [2019-02-25]. （原始内容存档于2019-02-21）.
8. ↑  .   [2019-02-25]. （原始内容存档于2019-02-21）.
9. ↑  .   [2019-02-25]. （原始内容存档于2019-02-21）.
10. ↑  .   [2019-02-25]. （原始内容存档于2021-12-16）.
11. ↑  .   [2019-02-25]. （原始内容存档于2021-12-16）.
12. ↑  .   [2019-02-25]. （原始内容存档于2019-02-21）.
13. ↑  .   [2019-02-25]. （原始内容存档于2019-02-21）.
14. ↑  .   [2019-02-25]. （原始内容存档于2019-02-21）.
15. ↑  .   [2019-02-25]. （原始内容存档于2019-02-21）.
16. ↑  .   [2019-02-25]. （原始内容存档于2019-02-21）.
17. ↑  .   [2019-02-25]. （原始内容存档于2019-02-20）.
18. ↑  .   [2019-02-25]. （原始内容存档于2019-02-20）.
19. ↑  .   [2019-02-25]. （原始内容存档于2019-02-20）.
20. ↑  .   [2019-02-25]. （原始内容存档于2019-02-20）.
21. ↑  .   [2019-02-25]. （原始内容存档于2019-02-20）.
22. ↑  .   [2019-02-25]. （原始内容存档于2019-02-20）.
23. ↑  .   [2019-02-25]. （原始内容存档于2019-02-19）.
24. ↑  .   [2019-02-25]. （原始内容存档于2019-02-19）.
25. ↑  .   [2019-02-25]. （原始内容存档于2019-02-19）.

東京都統計年鑑
1. ↑  昭和28年PDF - 11ページ
2. ↑  昭和29年PDF - 9ページ
3. ↑  昭和30年PDF - 9ページ
4. ↑  昭和31年PDF - 9ページ
5. ↑  昭和32年PDF - 9ページ
6. ↑  昭和33年PDF - 9ページ
7. ↑  .   [2017-05-29]. （原始内容存档于2016-03-05）.
8. ↑  .   [2017-05-29]. （原始内容存档于2016-03-05）.
9. ↑  .   [2017-05-29]. （原始内容存档于2015-06-29）.
10. ↑  .   [2017-05-29]. （原始内容存档于2015-06-29）.
11. ↑  .   [2017-05-29]. （原始内容存档于2015-06-29）.
12. ↑  .   [2017-05-29]. （原始内容存档于2015-06-29）.
13. ↑  .   [2017-05-29]. （原始内容存档于2016-03-05）.
14. ↑  .   [2017-05-29]. （原始内容存档于2016-03-05）.
15. ↑  .   [2017-05-29]. （原始内容存档于2016-03-05）.
16. ↑  .   [2017-05-29]. （原始内容存档于2016-03-05）.
17. ↑  .   [2017-05-29]. （原始内容存档于2016-03-05）.
18. ↑  .   [2017-05-29]. （原始内容存档于2016-03-05）.
19. ↑  .   [2017-05-29]. （原始内容存档于2015-06-29）.
20. ↑  .   [2017-05-29]. （原始内容存档于2015-06-29）.
21. ↑  .   [2017-05-29]. （原始内容存档于2015-06-29）.
22. ↑  .   [2017-05-29]. （原始内容存档于2016-03-05）.
23. ↑  .   [2017-05-29]. （原始内容存档于2016-06-02）.
24. ↑  .   [2017-05-29]. （原始内容存档于2015-06-29）.
25. ↑  .   [2017-05-29]. （原始内容存档于2016-03-05）.
26. ↑  .   [2017-05-29]. （原始内容存档于2015-06-29）.
27. ↑  .   [2017-05-29]. （原始内容存档于2016-03-05）.
28. ↑  .   [2017-05-29]. （原始内容存档于2016-03-05）.
29. ↑  .   [2017-05-29]. （原始内容存档于2016-03-05）.
30. ↑  .   [2017-05-29]. （原始内容存档于2015-06-29）.
31. ↑  .   [2017-05-29]. （原始内容存档于2015-06-29）.
32. ↑  .   [2017-05-29]. （原始内容存档于2015-06-29）.
33. ↑  .   [2017-05-29]. （原始内容存档于2016-03-05）.
34. ↑  .   [2017-05-29]. （原始内容存档于2016-03-05）.
35. ↑  .   [2017-05-29]. （原始内容存档于2015-06-29）.
36. ↑  .   [2017-05-29]. （原始内容存档于2016-03-05）.
37. ↑  .   [2017-05-29]. （原始内容存档于2016-03-05）.
38. ↑  .   [2017-05-29]. （原始内容存档于2016-03-05）.
39. ↑  .   [2017-05-29]. （原始内容存档于2016-03-05）.
40. ↑  .   [2017-05-29]. （原始内容存档于2013-08-15）.
41. ↑  .   [2017-05-29]. （原始内容存档于2013-02-03）.
42. ↑  平成6年[永久]
43. ↑  平成7年[永久]
44. ↑  平成8年[永久]
45. ↑  平成9年[永久]
46. ↑  平成10年PDF
47. ↑  平成11年PDF
48. ↑  .   [2017-05-29]. （原始内容存档于2016-03-04）.
49. ↑  .   [2017-05-29]. （原始内容存档于2016-03-04）.
50. ↑  .   [2017-05-29]. （原始内容存档于2017-07-29）.
51. ↑  .   [2017-05-29]. （原始内容存档于2017-07-29）.
52. ↑  .   [2017-05-29]. （原始内容存档于2017-07-29）.
53. ↑  .   [2017-05-29]. （原始内容存档于2017-07-29）.
54. ↑  .   [2017-05-29]. （原始内容存档于2017-07-29）.
55. ↑  .   [2017-05-29]. （原始内容存档于2017-07-29）.
56. ↑  .   [2017-05-29]. （原始内容存档于2017-07-29）.
57. ↑  .   [2017-05-29]. （原始内容存档于2016-03-26）.
58. ↑  .   [2017-05-29]. （原始内容存档于2016-03-27）.
59. ↑  .   [2017-05-29]. （原始内容存档于2016-03-25）.
60. ↑  .   [2017-05-29]. （原始内容存档于2016-03-27）.
61. ↑  .   [2017-05-29]. （原始内容存档于2016-03-22）.
62. ↑  .   [2017-05-29]. （原始内容存档于2017-07-30）.
63. ↑  .   [2017-05-29]. （原始内容存档于2018-11-09）.
64. ↑  .   [2018-10-21]. （原始内容存档于2019-05-02）.
65. ↑  .   [2020-07-28]. （原始内容存档于2019-12-03）.
66. ↑  .   [2020-07-28]. （原始内容存档于2020-08-04）.

## 外部連結
- 車站資訊（代代木）：東日本旅客鐵道
- 代代木 - 東京都交通局